# Tàu lượn Gimli
Chuyến bay 143 của Air Canada là chuyến bay chở khách nội địa theo lịch trình từ Canada, dừng chân ở Montréal đến Edmonton đã hết nhiên liệu vào ngày 23 tháng 7 năm 1983 ở độ cao 41.000 feet (12.000 m), ngay giữa chuyến bay. Phi công đã có thể hạ cánh chiếc 767 một cách an toàn tại một cựu căn cứ Không quân Hoàng gia Canada tại Gimli, Manitoba. Sự cố bất ngờ này đã mang lại cho chuyến bay 143 biệt danh: "Tàu lượn Gimli".
Cuộc điều tra sau đó chỉ ra các sai sai phạm của công ty cũng như của các cá nhân và sự nhầm lẫn trong chuyển đổi đơn vị đo lường giữa pounds-kilograms đã khiến máy bay không được tiếp đầy đủ nhiên liệu cho chuyến bay theo kế hoạch.

## Chuyến bay
Ngày 22 tháng 7 năm 1983, chiếc Boeing 767-223 của Air Canada (đăng ký C-GAUN, c/n 22520/47) bay từ Toronto đến Edmonton, nơi nó đã trải qua kiểm tra định kỳ. Ngày hôm sau, nó đã bay đến Montreal. Sau khi thay đổi phi công, nó rời Montreal với chuyến bay 143 trở về Edmonton (với một điểm dừng chân tại Ottawa). Cơ trưởng Robert (Bob) Pearson, 48 tuổi và cơ phó Maurice Quintal, 36 tuổi, điều khiển. Cơ trưởng Pearson là một phi công có nhiều kinh nghiệm, đã tích lũy được hơn 15.000 giờ bay. Cơ phó Quintal cũng có kinh nghiệm, đã có hơn 7.000 giờ.

### Hết nhiên liệu
Ngày 23 tháng 7 năm 1983, chuyến bay 143 đang bay ở độ cao 41.000 feet (12.000 m) trên hồ Red, Ontario. Hệ thống cảnh báo buồng lái của máy bay vang lên, cho thấy có vấn đề về áp suất nhiên liệu ở phía bên trái của máy bay. Cho rằng máy bơm nhiên liệu bị hỏng, các phi công đã tắt đèn cảnh báo, vì trọng lực sẽ cung cấp nhiên liệu cho hai động cơ của máy bay (ít nhất là đối với 1 chuyến bay gần) ngay cả khi máy bơm nhiên liệu không hoạt động.
Đồng hồ đo nhiên liệu của máy bay không hoạt động do lỗi điện tử ghi trên bảng điều khiển và nhật ký máy bay; lỗi này đã được biết trước khi cất cánh cho các phi công, những người đã thực hiện các bước để làm việc xung quanh nó. Trong suốt chuyến bay, máy tính quản lý chỉ ra rằng vẫn còn đủ nhiên liệu cho chuyến bay, nhưng chỉ vì tải nhiên liệu ban đầu đã được nhập không chính xác: nhiên liệu đã được phi hành đoàn tính bằng pound thay vì kilogam, và những tính toán sai lầm đã được phi hành đoàn thông qua. Điều này đồng nghĩa với việc chỉ có chưa đến một nửa lượng nhiên liệu được nạp so với dự tính. Do dữ liệu về trọng lượng nhiên liệu không chính xác đã được nhập vào hệ thống, nó đã cung cấp các bài đọc không chính xác.
Không lâu sau khi các phi công tắt báo động áp suất nhiên liệu bên trái, báo động áp suất nhiên liệu thứ hai vang lên đối với động cơ bên phải. Việc này dẫn đến việc các phi công quyết định chuyển hướng đến Winnipeg. Sau đó, trong vài giây, động cơ bên trái đã tắt và các phi công bắt đầu chuẩn bị cho việc hạ cánh chỉ với một động cơ. Khi họ thông báo ý định của mình tới các bộ điều khiển ở Winnipeg và cố gắng khởi động lại động cơ bên trái, hệ thống cảnh báo buồng lái lại vang lên với âm thanh "hết nhiên liệu", một tiếng "bong" dài mà không một ai trong buồng lái từng nghe thấy trước đây. Bay trong điều kiện cả 2 động cơ đều ngưng hoạt động là điều chưa từng được lường trước và do đó không được đề cập trong huấn luyện, trên máy bay mô phỏng hoặc cách khác. Vài giây sau, với việc động cơ bên phải cũng dừng lại, chiếc 767 mất hết lực đẩy và phần lớn màn hình trong buồng lái đều trống trơn.
Boeing 767 là một trong những máy bay đầu tiên sử dụng hệ thống thiết bị bay điện tử, vận hành nhờ điện được tạo ra bởi động cơ phản lực của máy bay. Khi cả hai động cơ dừng lại, hệ thống dừng hoạt động, chỉ còn lại một vài dụng cụ bay khẩn cấp tối thiểu chạy bằng pin. Mặc dù chúng cung cấp đầy đủ thông tin để hạ cánh máy bay, nhưng các thiết bị dự phòng không bao gồm tốc kế dọc, thứ mà phi hành đoàn cần để ước tính liệu chiếc Boeing còn có thể lượn trên không trung trong vòng bao lâu.
Trên chiếc 767, các động cơ cũng cung cấp năng lượng cho các hệ thống thủy lực, khiến cho hệ thống không thể vận hành được bằng tay không chỉ với sức mạnh cơ bắp. Do đó, các máy bay như vậy được bắt buộc phải được trang bị một thiết bị phòng cho sự cố mất điện này. Với 767, sự bù trừ đó thường đạt được thông qua việc triển khai tự động một tuabin khí ram, một máy phát điện dự phòng tạo ra năng lượng từ chuyển động không khí, giống như một tuabin gió. Khi các phi công giảm tốc độ để hạ cánh tại Gimli, luồng không khí giảm đồng nghĩa với việc là giảm sức mạnh thủy lực, nguồn năng lượng rất cần thiết để kiểm soát máy bay trong quá trình hạ cánh.

### Hạ cánh tại Gimli
Để phù hợp với kế hoạch chuyển hướng của họ đến Winnipeg, các phi công đã hạ xuống qua 35.000 feet (11.000 m) khi động cơ thứ hai ngừng hoạt động. Họ ngay lập tức tra cứu trong danh mục kiểm tra khẩn cấp của đối với vấn đề của họ: bay trong điều kiện cả hai động cơ ngừng hoạt động, chỉ để nhận ra rằng còn không hề tồn tại một danh mục như vậy. Cơ trưởng Pearson là một phi công có kinh nghiệm, vì vậy ông quen thuộc với các kỹ thuật bay gần như không bao giờ được sử dụng trong những chuyến bay thương mại. Để có thể đạt được phạm vi tối đa máy bay có thể lượn qua đó có thêm nhiều sự lựa chọn lớn hơn đối với các địa điểm có thể hạ cánh có thể, ông cần phải điều khiển chiếc 767 với tốc độ trượt tối ưu. Đưa ra dự đoán tốt nhất về tốc độ này cho 767, ông đã lái máy bay với tốc độ 220 hải lý/giờ (410 km/h; 250 dặm/giờ). Cơ phó Maurice Quintal bắt đầu tính toán liệu họ có thể đến được thành phố Winnipeg hay không. Ông đã sử dụng độ cao từ một trong những thiết bị dự phòng cơ học, trong khi quãng đường di chuyển được cung cấp bởi các bộ điều khiển không lưu ở Winnipeg, được đo bằng tiếng vang radar của máy bay quan sát được ở Winnipeg. Trong 10 hải lý (19 km; 12 mi), máy bay mất 5.000 feet (1.500 m), cho tỷ lệ trượt xấp xỉ 12:1 (chuyên dụng đạt tỷ lệ 50:1 đến 70:1).
Tại thời điểm này, Quintal đề xuất hạ cánh tại Trạm RCAF cũ ở Gimli, một căn cứ không quân khép kín nơi ông từng làm phi công cho Không quân Hoàng gia Canada. Không biết đến Quintal hoặc bộ điều khiển không lưu, một phần của cơ sở đã được chuyển đổi thành một khu phức hợp đường đua, hiện được gọi là Công viên thể thao Gimli. Nó bao gồm một khóa học đua đường, một đường đua và một đường kéo. Một cuộc đua xe thể thao do câu lạc bộ thể thao Canada tổ chức do Câu lạc bộ xe thể thao Winnipeg tổ chức đang diễn ra vào thời điểm xảy ra sự cố và khu vực xung quanh đường băng đã ngừng hoạt động đầy xe hơi và người cắm trại. Một phần của đường băng ngừng hoạt động đã được sử dụng để tổ chức cuộc đua.
Không có động cơ, các phi công đã sử dụng lực giảm trọng lực, khiến trọng lực hạ thấp thiết bị hạ cánh và khóa nó vào vị trí. Các càng sau vào vị trí, nhưng càng trước thì không; Điều này sau đó hóa ra là thuận lợi. Khi máy bay chậm lại khi tiếp cận hạ cánh, công suất giảm do tuabin khí ram tạo ra khiến máy bay ngày càng khó điều khiển.
Khi chiếc 767 bay gần đường băng, rõ ràng là máy bay đang bay quá cao và nhanh, làm tăng nguy cơ chiếc 767 chạy khỏi đường băng trước khi có thể dừng lại. Việc thiếu áp suất thủy lực đã ngăn cản sự mở rộng cánh/phiến. Trong điều kiện hạ cánh bình thường, làm giảm tốc độ bay của máy bay và tăng hệ số nâng của cánh để cho phép máy bay được hạ cánh để hạ cánh an toàn. Các phi công đã nhanh chóng cân nhắc quay đầu 360 độ để giảm tốc độ và độ cao, nhưng họ quyết định rằng họ không có đủ độ cao cho cuộc hạ cánh. Cơ trưởng Pearson quyết định thực hiện một cú trượt về phía trước để tăng lực cản và mất độ cao. Sự điều động này thường được sử dụng trong tàu lượn và máy bay hạng nhẹ để hạ cánh nhanh hơn mà không tăng tốc độ về phía trước, nhưng thực tế nó không bao giờ được thực hiện trong các máy bay phản lực lớn ngoài các trường hợp hiếm hoi như của chuyến bay này.
Vấn đề phức tạp hơn nữa là thực tế là với cả hai động cơ của nó, máy bay hầu như không gây ra tiếng ồn trong quá trình tiếp cận. Do đó, mọi người trên mặt đất không có cảnh báo nâng cao nào về cuộc đổ bộ đầy ngẫu hứng và ít thời gian để chạy trốn. Khi máy bay lượn đóng lại trên đường băng đã ngừng hoạt động, các phi công nhận thấy rằng có hai cậu bé đi xe đạp trong phạm vi 1.000 feet (300 m) của điểm va chạm dự kiến. Cơ trưởng Pearson sau đó sẽ nhận xét rằng hai thằng bé rất gần đến nỗi ông có thể nhìn thấy vẻ kinh hoàng trên khuôn mặt họ khi họ nhận ra rằng một chiếc máy bay thương mại đang bay phía trên họ.
Hai yếu tố đã giúp ngăn chặn thảm họa: sự thất bại của thiết bị hạ cánh phía trước bị khóa vào vị trí trong quá trình giảm trọng lực và sự hiện diện của một lan can được lắp đặt dọc theo trung tâm của đường băng được tái sử dụng để tạo điều kiện sử dụng làm đường đua kéo. Ngay khi các càng bánh xe chạm xuống đường băng, cơ trưởng Pearson đã đạp mạnh, trượt và kịp thời thổi bay hai chiếc lốp của máy bay. Càng trước không khóa đã và bị buộc trở lại vào chiếc 767, làm cho mũi máy bay trượt trên mặt đất. Sự ma sát bổ sung này đã giúp làm chậm máy bay và giữ cho nó không quan tâm đến đám đông xung quanh đường băng. Sau khi chiếc máy bay đã chạm xuống, mũi bắt đầu cào dọc theo lan can ở trung tâm của đường băng, tạo ra lực ma sát bổ sung giúp giảm tốc máy bay; cơ trưởng Pearson áp dụng thêm phanh bên phải, điều này khiến cho thiết bị hạ cánh chính phải dàn hàng rào bảo vệ. Chiếc 767 đã đến điểm dừng cuối cùng trên mặt đất 17 phút sau khi hết nhiên liệu.
Không có tử vong nào trong số 69 hành khách và thành viên phi hành đoàn hoặc những người trên mặt đất. Khi mũi máy bay rơi xuống đất, đuôi của nó bị nâng lên và có một số vết thương nhỏ khi hành khách thoát khỏi máy bay qua các đường trượt phía sau, không đủ dài. Một đám cháy nhỏ ở khu vực mũi đã được dập tắt bởi các tay đua và tất nhiên các công nhân được trang bị bình chữa cháy xách tay.

## Điều tra
Ủy ban An toàn Hàng không Canada (tiền thân của Ủy ban An toàn Giao thông hiện đại của Canada) đã báo cáo rằng ban quản lý của Air Canada chịu trách nhiệm về "sự thiếu hụt của công ty và thiết bị". Báo cáo của họ ca ngợi các phi công vì "tính chuyên nghiệp và kỹ năng" của họ. Nó lưu ý rằng Air Canada "bỏ qua việc phân công rõ ràng và cụ thể trách nhiệm tính toán tải nhiên liệu trong một tình huống bất thường." Nó còn phát hiện ra rằng hãng hàng không đã thất bại trong việc phân bổ lại nhiệm vụ kiểm tra tải nhiên liệu (vốn là trách nhiệm của kỹ sư máy bay trên máy bay cũ bay cùng phi hành đoàn 3 người). Ủy ban an toàn cũng cho biết Air Canada cần giữ thêm phụ tùng, bao gồm cả thay thế cho chỉ số lượng nhiên liệu bị lỗi, trong kho bảo trì cũng như đào tạo tốt hơn, kỹ lưỡng hơn về hệ thống số liệu cho các phi công và nhân viên tiếp nhiên liệu. Báo cáo cuối cùng của cuộc điều tra được công bố vào tháng 4 năm 1985.

### Hệ thống chỉ thị lượng nhiên liệu
Lượng nhiên liệu trong bình xăng tăng của một chiếc 767 được tính toán bởi Hệ thống chỉ số lượng nhiên liệu (FQIS) và được hiển thị trong buồng lái. FQIS trên máy bay là một kênh xử lý kép, mỗi kênh tính toán độc lập tải nhiên liệu và kiểm tra chéo với nhau. Trong trường hợp một người thất bại, người kia vẫn có thể hoạt động một mình, nhưng trong những trường hợp bất thường này, số lượng được chỉ định phải được kiểm tra chéo đối với phép đo phao trước khi khởi hành. Trong trường hợp cả hai kênh đều thất bại, sẽ không có màn hình hiển thị nhiên liệu trong buồng lái và máy bay sẽ được coi là không thể bảo dưỡng và không được phép bay.
Do sự không nhất quán đã được tìm thấy với FQIS trong những năm 767 khác, Boeing đã đưa ra một bản tin dịch vụ để kiểm tra định kỳ hệ thống này. Một kỹ sư ở Edmonton đã làm như vậy khi máy bay đến từ Toronto sau chuyến bay một ngày trước khi xảy ra sự cố. Trong khi tiến hành kiểm tra này, FQIS đã thất bại và đồng hồ đo nhiên liệu buồng lái bị trống. Kỹ sư này đã gặp phải vấn đề tương tự hồi đầu tháng khi cùng một chiếc máy bay này đến từ Toronto với lỗi FQIS. Sau đó, ông phát hiện ra rằng việc vô hiệu hóa kênh thứ hai bằng cách kéo bộ ngắt mạch trong buồng lái đã khôi phục các đồng hồ đo nhiên liệu để hoạt động mặc dù chỉ có một kênh FQIS duy nhất hoạt động. Trong trường hợp không có bất kỳ phụ tùng nào, ông chỉ cần lặp lại cách khắc phục tạm thời này bằng cách kéo và gắn thẻ bộ ngắt mạch.
Một hồ sơ của tất cả các hành động và phát hiện đã được thực hiện trong nhật ký bảo trì, bao gồm cả mục: "CHK DỊCH VỤ - TÌM KIẾM NHIÊN LIỆU QTY IND BLANK - NHIÊN LIỆU SỐ 2 C / B KÉO & ĐƯỢC GỬI...". Điều này báo cáo rằng các đồng hồ đo nhiên liệu trống và kênh FQIS thứ hai đã bị vô hiệu hóa, nhưng không làm rõ rằng cái sau đã sửa cái trước.
Vào ngày xảy ra sự cố, chiếc 767 đã bay từ Edmonton đến Montreal. Trước khi khởi hành, kỹ sư đã thông báo cho phi công về vấn đề này và xác nhận rằng các bình tăng sẽ phải được xác minh bằng một chiếc phao. Trong một sự hiểu lầm, phi công tin rằng chiếc máy bay đã bị bay với lỗi từ Toronto chiều hôm trước. Chuyến bay đến Montreal đã tiến hành một cách ổn định với đồng hồ đo nhiên liệu hoạt động chính xác trên một kênh.
Khi đến Montreal, đã có một sự thay đổi cho chuyến bay trở về Edmonton. Phi công bên ngoài đã thông báo cho cơ trưởng Pearson và cơ phó Quintal về vấn đề với FQIS và thông qua niềm tin sai lầm của ông ằng máy bay đã bay vào ngày hôm trước với vấn đề này. Trong một sự hiểu lầm xa hơn, cơ trưởng Pearson tin rằng anh ta cũng được thông báo rằng FQIS đã hoàn toàn không thể quan sát được kể từ đó.
Trong khi chiếc máy bay đang được chuẩn bị để trở về Edmonton, một nhân viên bảo trì đã quyết định điều tra sự cố với FQIS bị lỗi. Để kiểm tra hệ thống, ông kích hoạt lại kênh thứ hai, tại đó các đồng hồ đo nhiên liệu trong buồng lái bị trống. Tuy nhiên, trước khi ông có thể vô hiệu hóa kênh thứ hai một lần nữa, ông đã được gọi đi để thực hiện phép đo nhiên liệu nổi trong bình, để lại bộ ngắt mạch được gắn thẻ (che giấu sự thật rằng nó không còn được kéo nữa). FQIS bây giờ hoàn toàn không thể quan sát được và đồng hồ đo nhiên liệu trống.
Khi vào buồng lái, cơ trưởng Pearson đã thấy những gì ông mong đợi sẽ thấy: đồng hồ đo nhiên liệu trống và bộ ngắt mạch được gắn thẻ. Pearson đã tham khảo danh sách thiết bị tối thiểu chính (MMEL), trong đó chỉ ra rằng máy bay không hợp pháp để bay với đồng hồ đo nhiên liệu trống nhưng do hiểu lầm, Pearson tin rằng nó an toàn khi bay nếu lượng nhiên liệu được xác nhận bằng que đo.
Boeing 767 vẫn là một chiếc máy bay rất mới, đã bay chuyến bay đầu tiên vào tháng 9 năm 1981. C-GAUN là chiếc Boeing 767 thứ 47 được sản xuất và đã được giao cho Air Canada 4 tháng trước (10 tháng 3 năm 1983). Trong khoảng thời gian đó, đã có 55 thay đổi đối với MMEL và một số trang đang chờ phát triển thủ tục.
Vì sự không đáng tin cậy này, nó đã trở thành thông lệ cho các chuyến bay được nhân viên bảo trì cho phép. Để thêm vào những quan niệm sai lầm của mình về tình trạng máy bay đã bay từ ngày hôm trước, được củng cố bởi những gì ông nhìn thấy trong buồng lái, Pearson giờ đây đã có một nhật ký bảo trì đã ký tắt mà nó đã trở thành tùy chỉnh để thích hơn MMEL.

### Tiếp nhiên liệu
Vào thời điểm xảy ra sự cố, ngành hàng không của Canada đang trong quá trình chuyển đổi sang hệ thống số liệu. Là một phần của quá trình này, chiếc 767 mới được Air Canada mua lại là chiếc đầu tiên được hiệu chuẩn cho các đơn vị hệ mét (lít và kilôgam) thay vì đơn vị Imperial (gallon và pound). Tất cả các máy bay khác của công ty vẫn đang hoạt động với các đơn vị Imperial. Đối với chuyến đi đến Edmonton, phi công đã tính toán yêu cầu nhiên liệu là 22.300 kg (49.200 lb). Một kiểm tra phao chỉ ra rằng đã có 7.682 lít (1.690 imp gal; 2.029 US gal) đã có trong xe tăng. Để tính toán lượng nhiên liệu phải thêm vào bao nhiêu, phi hành đoàn cần phải chuyển đổi thể tích (lít) trong các thùng thành khối lượng (kilôgam), trừ đi con số đó từ 22.300 kg và chuyển kết quả trở lại thành thể tích. Trong thời gian trước, nhiệm vụ này sẽ được hoàn thành bởi một kỹ sư máy bay, nhưng 767 là chiếc đầu tiên trong thế hệ máy bay mới chỉ bay với một phi công và cơ phó.
Thể tích của nhiên liệu máy bay thay đổi theo nhiệt độ. Trong trường hợp này, khối lượng của một lít nhiên liệu là 0,804 kg, do đó, tính toán chính xác là:
7.682 lít × 0,8 kg / L = 6.169 kg = khối lượng nhiên liệu đã có trên máy bay
22.300 kg - 6.169 kg = 16.131 kg = khối lượng nhiên liệu bổ sung cần thiết, hoặc
16.131 kg (0,8 kg / L) = 20,088 lít = thể tích nhiên liệu bổ sung cần thiết
Tuy nhiên, phi hành đoàn mặt đất đã sử dụng hệ số chuyển đổi không chính xác là 1,77, khối lượng của một lít nhiên liệu tính bằng pound và lỗi này không được các phi công chú ý. Hệ số chuyển đổi được cung cấp trên giấy tờ của người giới thiệu là một yếu tố luôn được sử dụng trong quá khứ, khi đội bay của Air Canada đã được hiệu chuẩn. Tính toán mà họ thực sự thực hiện là:
7.682 lít × 1.77 lb / L = 13,597 lb (do hệ số chuyển đổi không chính xác, số lượng này đã được hiểu không chính xác là 13,597 kg đã có trên máy bay)
22.300 kg - 13,597 kg = 8,703 kg = khối lượng nhiên liệu bổ sung cần thiết
8,703 kg (1,77 lb / L) = 4,917 L kg / lb = thể tích nhiên liệu bổ sung cần thiết (do hệ số chuyển đổi không chính xác, đại lượng này được hiểu không chính xác là 4.917 L)
Thay vì sử dụng 20.088 lít nhiên liệu bổ sung mà họ yêu cầu, thay vào đó họ chỉ lấy 4.917 lít. Việc sử dụng hệ số chuyển đổi không chính xác đã dẫn đến tổng tải nhiên liệu chỉ 22.300 pound (10.100 kg) thay vì 22.300 kg cần thiết. Đây là khoảng một nửa số tiền cần thiết để đạt đến đích của họ.  Biết được các vấn đề với FQIS, cơ trưởng Pearson đã kiểm tra lại các tính toán của họ nhưng được đưa ra cùng một hệ số chuyển đổi không chính xác và đưa ra các con số sai lầm tương tự.
Máy tính quản lý chuyến bay (FMC) đo mức tiêu thụ nhiên liệu, cho phép phi hành đoàn theo dõi nhiên liệu bị đốt cháy khi chuyến bay tiếp diễn. Nó thường được FQIS cập nhật tự động, nhưng trong trường hợp không có thiết bị này, nó có thể được cập nhật thủ công. Tin rằng ông có 22.300 kg nhiên liệu trên máy bay, đây là con số mà cơ trưởng đã nhập.
Bởi vì FMC sẽ thiết lập lại trong thời gian dừng chân tại Ottawa, thuyền trưởng đã đo các thùng nhiên liệu một lần nữa bằng phao khi ở đó. Khi chuyển đổi số lượng thành kilôgam, hệ số chuyển đổi không chính xác đã được sử dụng, khiến ông tin rằng anh ta hiện có 20.400 kg nhiên liệu; trong thực tế, ông có ít hơn một nửa số đó.

## Hậu quả
Sau cuộc điều tra nội bộ của Air Canada, cơ trưởng Pearson đã bị giáng chức trong 6 tháng và cơ phó Quintal đã bị đình chỉ trong 2 tuần vì để sự cố xảy ra. 3 nhân viên bảo trì cũng bị đình chỉ. Năm 1985, các phi công đã được trao Liên đoàn Hàng không Quốc tế đầu tiên cho ngành hàng không xuất sắc. Một số nỗ lực của các phi hành đoàn khác, những người có cùng hoàn cảnh trong một trình giả lập tại Vancouver đã dẫn đến sự cố. Cơ phó Quintal được thăng chức cơ trưởng vào năm 1989. Pearson làm việc với Air Canada trong 10 năm và sau đó chuyển sang bay cho Asiana Airlines; ông nghỉ hưu năm 1995. Cơ phó Quintal qua đời ở tuổi 68 vào ngày 24 tháng 9 năm 2015, tại Saint-Donat, Quebec.
Chiếc máy bay đã được sửa chữa tạm thời tại Gimli và bay 2 ngày sau đó. Sau kháng cáo thành công đối với lệnh đình chỉ của họ, Pearson và Quintal đã được chỉ định làm thành viên phi hành đoàn trên một chuyến bay khác của Air Canada.

## Nghỉ hưu

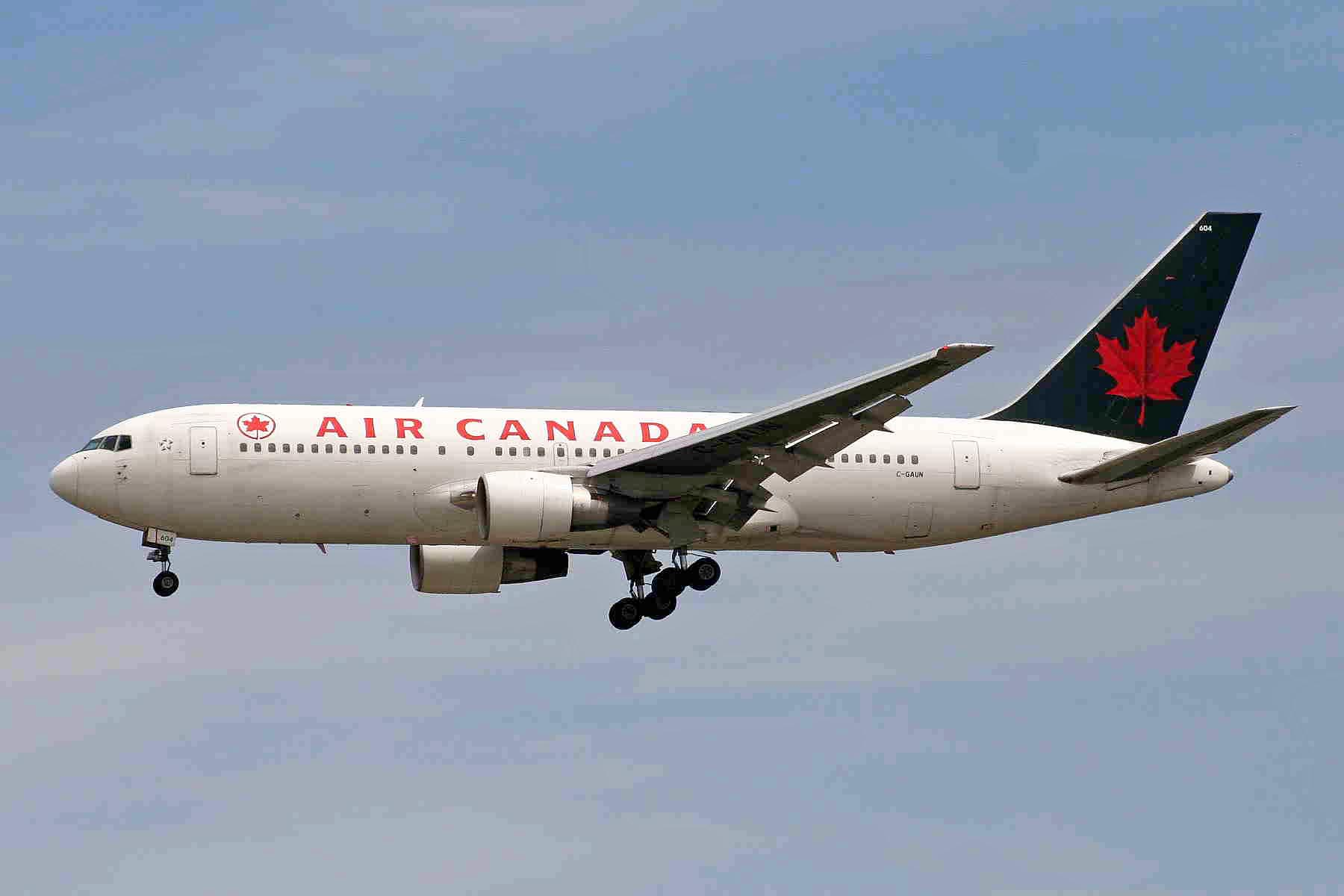
Tàu lượn Gimli hạ cánh tại sân bay quốc tế Vancouver, Vancouver, Canada vào ngày 26 tháng 6 năm 2007

Sau gần 25 năm phục vụ, C-GAUN đã bay chuyến bay thương mại cuối cùng vào ngày 1 tháng 1 năm 2008. Tàu lượn Gimli đã thực hiện chuyến bay cuối cùng là chuyến AC7067, từ Montreal Trudeau đến sân bay Quốc tế Tucson trước khi nghỉ hưu tại sa mạc Mojave ở California.
Chuyến bay AC7067 được chỉ huy bởi cơ trưởng Jean-Marc Bélanger, một cựu lãnh đạo Hiệp hội Phi công Air Canada, trong khi cơ trưởng Robert Pearson và Maurice Quintal có mặt trên chuyến bay để giám sát chuyến bay từ Montreal đến sân bay Mojave của California. Ngoài ra trên máy bay còn có 3 trong số 6 tiếp viên trên chuyến bay 143.
Vào ngày 23 tháng 7 năm 2008, kỷ niệm 25 năm xảy ra sự cố, cơ trưởng Pearson và cơ phó Quintal được vinh danh trong một cuộc diễu hành ở Gimli, và một bức tranh tường được dành để kỷ niệm cuộc hạ cánh.
Vào tháng 4 năm 2013, Gimli Glider đã được rao bán đấu giá, bởi một công ty có tên là Sưu tập Xe hơi, với giá ước tính là 2,75 đô la. Tuy nhiên, giá thầu chỉ đạt CA $ 425.000 và số tiền này chưa được bán.

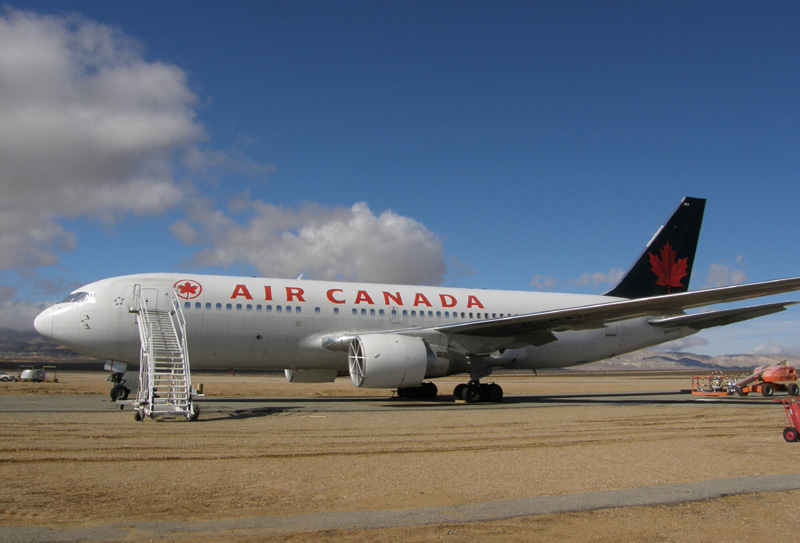
Tàu lượn Gimli đậu tại Mojave Air & Space Port vào ngày 1 tháng 2 năm 2008 (C-GAUN đã bị loại bỏ sau đó)

Theo một trang web về xử lý vật liệu hàng không, Gimli Glider đã được tháo dỡ vào đầu năm 2014. Các bộ phận của thân máy bay bằng kim loại đã được chế tạo thành thẻ hành lý và được bán bởi một công ty MotoArt ở California.
Vào tháng 6 năm 2017, một triển lãm bảo tàng thường trực của sự kiện đã được khai trương tại Gimli. Triển lãm bao gồm một mô phỏng chuyến bay giả lập buồng lái và cũng bán các vật kỷ niệm của sự kiện.

## Trong văn hóa đại chúng
4 năm sau sự cố, Bưu chính Canada đã phát hành một con tem bưu chính kỷ niệm Air Canada. Hình ảnh trên tem cho thấy một chiếc 767 là tàu lượn, không có động cơ. So sánh với các bức ảnh của 767 từ một quan điểm tương tự cho thấy các động cơ sẽ được thấy nếu chúng có mặt.
Bộ phim truyền hình năm 1995 Falling from the Sky: Flight 174 dựa trên sự kiện này.
Bộ phim truyền hình Discovery Channel Canada / National Geographic Mayday trong một tập phim năm 2008 có tựa đề "Gimli Glider". Tập phim có các cuộc phỏng vấn với những người sống sót và một trò giải trí kịch tính của chuyến bay.